# دوري السوبر النيبالي 2011–12
دوري السوبر النيبالي 2011–12 هو موسم من دوري السوبر النيبالي. كان عدد الأندية المشاركة فيه 10، وفاز فيه Nepal Police Club ‏.